# マイケル・ミーチャイ・キットブンチュー
マイケル・ミーチャイ・キットブンチュー（ไมเกิ้ล มีชัย กิจบุญชู、1929年1月25日 - ）は2代目のバンコク大司教区（ローマ・カトリック教会）の大司教。1983年以降、枢機卿に任命される。名前のうちマイケル（ミカエル）は洗礼名である。

## 経歴
マイケル・ミーチャイ・キットブンチューは1929年、タイ・ナコーンパトム県・サームプラーン郡に生まれた。チョンブリー県・シーラーチャーで初等の神学教育を受けた後、ローマにある神学校、Pontifical Urban College of "Propaganda Fide"で高等教育を受けた。そこで哲学と神学の学位を取得し、1959年12月20日司祭となった。2005年のローマ教皇ヨハネ・パウロ2世の死去の後、ベネディクト16世の選出にも参加した。
帰国後はアユタヤ県で司祭の助手を務め、その後1962年にロッブリー県で司祭となった。1965年にはメトロポリタン神学校の院長も務めている。1972年12月18日には教皇パウロ6世によってバンコク大司教区の大司教に任命された。1983年2月2日にはタイ人としては最初の枢機卿に任命された。マルチリンガルとしても知られ、タイ語、中国語、ラテン語、イタリア語、英語、フランス語を操ることが出来る。